# Jekaterina Iwanowna Nowikowa-Sarina

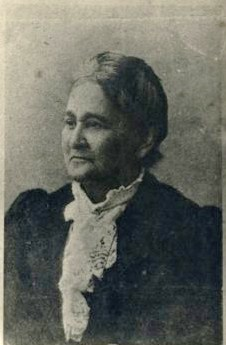
Jekaterina Iwanowna Nowikowa-Sarina (1914)

Jekaterina Iwanowna Nowikowa-Sarina, geboren Nowikowa, (russisch Екатерина Ивановна Новикова-Зарина, урожд. Новикова; * 1. Oktoberjul. / 13. Oktober 1837greg. in Anapa; † 25. Januar 1940 in Puschkin) war eine russische bzw. sowjetische Schriftstellerin.

## Leben
Nowikowa wuchs in Serdobsk auf und absolvierte in Pensa das Adelspensionat.
Ab 1859 lebte Nowikowa in St. Petersburg. Sie arbeitete mit Nikolai Nekrassows Sowremennik, der Zeitschrift Russki palomnik und der Zeitung Rus zusammen und schrieb Kurzgeschichten und Novellen. Sie heiratete den Literaturkritiker Jefim Sarin (1829–1892). Ihre Kinder waren die Schriftsteller Andrei Sarin (1862–1929) und Fjodor Sarin (1870–nach 1941) und der Architekt Sergei Sarin (1868–1942).
Im Dezember 1863 erschien im Sowremennik Nowikowas erstes Werk:die Kurzgeschichte Pitomzy (Die Mündel). Es folgten viele Kurzgeschichten, Novellen und Romane. Ein Schwerpunkt waren Ereignisse im Kaukasuskrieg. Mehr als ein halbes Jahrhundert stand sie den literarischen Kreisen St. Petersburgs nahe. Häufig traf sie sich mit dem Herausgeber der Otetschestwennyje Sapiski Andrei Krajewski.
In ihren späteren Jahren schrieb Nowikowa ihre Memoiren. Ihr handschriftlicher Text auf fast 900 Seiten blieb bisher unveröffentlicht.